# 아이두이족

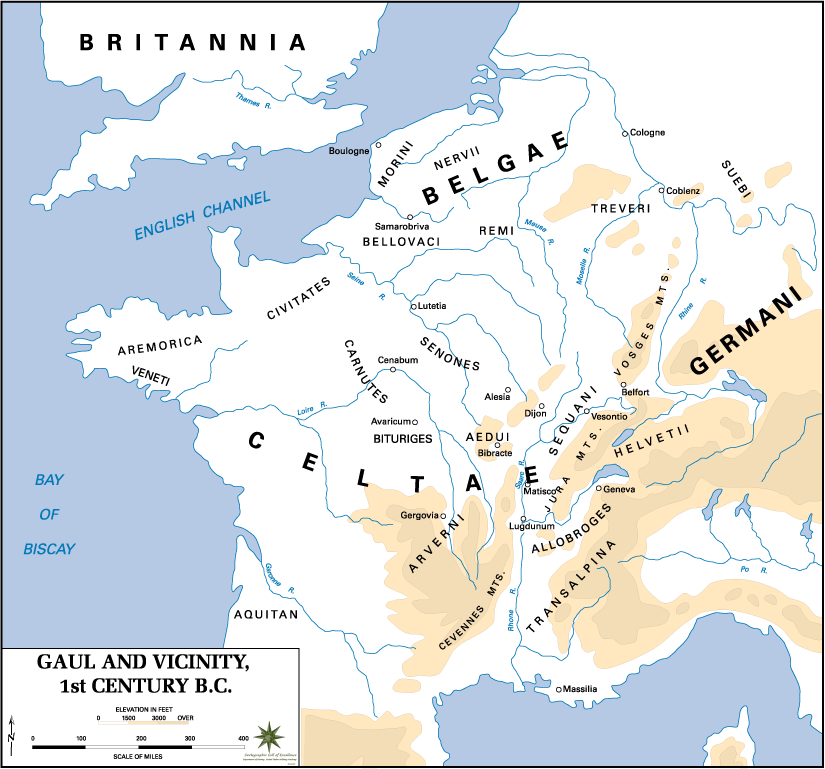
기원전 1세기경의 갈리아 부족의 세력

하이두이족(Haedui) 또는 아이두이족(Aedui)은 갈리아 부족 중의 하나로 고대 로마의 갈리아 루그두넨시스 속주에 살던 부족이다.
율리우스 카이사르의 갈리아 정복 이전부터 로마에 굴복하여 동맹부족으로 살고 있었다. 기원전 58년 게르만족의 영향을 받아 헬베티족이 침입하자 카이사르의 로마에게 보호를 요청했고 이로써 8년에 걸친 갈리아 전쟁이 일어났다. 갈리아 전쟁 초기 하이두이족은 카이사르의 동맹군으로 헬베티족과 전쟁을 벌였으나 이후 로마군에 대항했다. 그러나 베르킨게토릭스가 알레시아 공방전에서 패하자 다시 로마에 항복하고 복속하였다.
원래 그들의 수도는 비브락테였으나 아우구스투스는 이를 해체하고 아우구스토둔눔(현재의 프랑스 오툉)에 로마화된 새로운 도읍을 지정하였다. 21년 티베리우스 황제 시대에 반란이 일어났으나 곧 진압되었다.
아이두이족은 많은 로마 문물을 받아들여 로마화에 앞장섰다.

## 같이 보기
- 갈리아의 부족들
- 갈리아 전쟁